# Les Deux Orphelines (film, 1933)
Pour les articles homonymes, voir Les Deux Orphelines.
Pour plus de détails, voir Fiche technique et Distribution.
Les Deux Orphelines est un film français réalisé en 1932 par Maurice Tourneur, sorti en 1933.

## Synopsis
Au début du XIXe siècle, l’orpheline Henriette Gérard accompagne Louise, sa sœur adoptive aveugle, à Paris. Les deux jeunes filles espèrent bien trouver un médecin qui guérira Louise de sa cécité. Hélas, Henriette est enlevée par le marquis de Presles, un roué qui a décidé d'en faire son jouet. Louise n'a pas plus de chance que sa sœur : livrée à elle-même, elle tombe dans les mains de la mère Frochard, une mégère alcoolique qui ne cessera de l'humilier et de la tourmenter pour la forcer à mendier. Tout paraît s'arranger avec l'intervention du chevalier de Vaudrey et de la comtesse de Linières.

## Fiche technique
- Titre : Les Deux Orphelines
- Réalisateur : Maurice Tourneur
- Assistant : Jacques Tourneur
- Scénario et dialogues : René Pujol, d'après la pièce Les Deux Orphelines d'Eugène Cormon et Adolphe d'Ennery
- Décors : Lucien Aguettand
- Photographie : Georges Benoît et René Colas
- Son : Louis Bogé
- Montage : Jacques Tourneur et Harold Earle
- Musique : Marcel Delannoy et Jacques Ibert
- Société de production : Pathé-Natan
- Société de distribution : Pathé Consortium Cinéma
- Pays de production : France
- Langue originale : français
- Format : noir et blanc — 35 mm — 1,37:1 — son Mono
- Genre : Mélodrame historique
- Durée : 87 minutes (selon la fondation Seydoux Pathé), 102 minutes (selon IMDB), 100 minutes (selon Harry Waldman[3])
- Date de sortie : 
  - France : 3 mars 1933 (à Paris)

## Distribution
- Rosine Deréan : Louise
- Renée Saint-Cyr : Henriette
- Jean Martinelli : Le chevalier Roger de Vaudray
- Pierre Magnier : Le comte de Lignières
- Emmy Lynn : La Comtesse
- Yvette Guilbert : La Frochard
- Gabriel Gabrio : Jacques
- Jean Francey : Pierre
- Camille Bert : Le docteur
- Émile Saulieu : Le marquis de Presles
- Georges Morton : Lafleur
- André Liabel : Marest
- Marthe Mellot : La Mère Supérieure
- Pierre Ferval : l'aubergiste
- Anthony Gildès : le vieux seigneur
- Jean-François Martial : un ravisseur
- Armand Morins : le satyre
- Georges Benoît
- Louis de Funès (figuration)

## Autour du film
- Selon le livre de Bertrand Dicale, Louis de Funès, grimaces et gloire, Louis de Funès aurait peut-être été figurant dans ce film (bien qu’on ne l’y aperçoive nulle part), ce qui en ferait sa première apparition à l’écran à l’âge de dix-neuf ans.
- C'est le premier film de Renée Saint-Cyr.
- Ce film est un remake de Les Deux orphelines d'Albert Capellani avec Germaine Rouer et Andrée Pascal.